# إدي كابريرا
إدي كابريرا (بالإسبانية: Edy Cabrera)‏ هو لاعب كرة قدم غواتيمالي في مركز الدفاع، ولد في 14 أغسطس 1976 في سانتو توماس دي كاستيا ‏ في غواتيمالا. شارك مع منتخب غواتيمالا لكرة القدم. أما مع النوادي، فقد لعب مع كوبان إمبيريال ونادي كوميونيكيشنس.

## وصلات خارجية
- إدي كابريرا على موقع الاتحاد الدولي (مؤرشف)  (الإنجليزية)
- إدي كابريرا على موقع قاعدة بيانات كرة القدم.إي يو (الإنجليزية)
- إدي كابريرا على موقع ناشيونال فوتبول تيمز (الإنجليزية)